# Beta heliks
Beta heliks je proteinska struktura koja se formira vezivanjem paralelnih beta lanaca u heliksni patern sa bilo dva ili tri lica. Struktura je stabilizovana vodoničnim vezama između lanaca, protein-protein interakcijama, i u pojedinim slučajevima vezanim jonima metala. Poznati su levoruki i desnoruki heliksi.

## Dvolančani heliksi
Najjednostavniji beta heliks sadrži dva sloja beta ravni povezanih glicinom bogatim, šest ostataka dugim petljama koje uvek sadrže aspartat kojim se vezuje jon kalcijuma u petlji. Svaki sloj se sastoji skoro planarne serije paralelnih vodonično vezanih beta lanaca. Dva sloja zajedno formiraju hidrofobno jezgro.

## Trolančani heliksi
Trolančani beta heliksi formiraju iskrivljene trouglaste oblike prizme u kojima svaka strana sadrži paralelna vodonična vezivanja između lanaca. Jedna od tri ravni koje formiraju ponavljajući strukturni motiv može da bude povijena u odnosu na preostale dve.
Prvi beta-heliks je primećen kod enzima pektatna lijaza, koji sadrži heliks sa sedam zaokreta, dug 34 Å (3.4 nm). Protein šiljka repa P22 faga, koji je komponenta P22 bakteriofaga, ima 13 zaokreta i u svom homotrimeru i dug je 200 Å (20 nm). Njegova unutrašnjost je gusto pakovana, bez centralne pore i sadrži hidrofobne, kao i naektrisane ostatke neutralisane sonim mostovima. Oba proteina, pektatna lijaza i P22, sadrže desnoruke helikse. Levoruka verzija je prisutna u enzimima kao što su UDP-N-acetilglukozamin aciltransferaza i arhejska ugljena anhidraza. Primeri drugih proteina sa beta heliksima su antifrizni proteini iz bube Tenebrio molitor (desnoruku) i iz crva smreke, Choristoneura fumiferana (levoruki), kod kojih se regularno raspoređeni treonini na β-heliksima vezuju za površinu kristala leda i inhibiraju njihov rast.

## Četvorolančani heliksi
Članovi familije peptapeptidnih ponavljanja poseduju četvorougaone beta heliksne strukture.

## Literatura
- Branden C, Tooze J. (1999). Introduction to Protein Structure 2nd ed. Garland Publishing: New York, NY. pp 84–6.
- Dicker IB and Seetharam S. (1992) "What is known about the structure and function of the Escherichia coli protein FirA?" Mol. Microbiol., 6, 817-823.
- Raetz CRH and Roderick SL. (1995) "A Left-Handed Parallel β Helix in the Structure of UDP-N-Acetylglucosamine Acyltransferase", Science, 270, 997-1000. (Left-handed)
- Steinbacher S, Seckler R, Miller S, Steipe B, Huber R and Reinemer P. (1994) "Crystal structure of P22 tailspike protein: interdigitated subunits in a thermostable trimer", Science, 265, 383-386. (Right-handed)
- Vaara M. (1992) "Eight bacterial proteins, including UDP-N-acetylglucosamine acyltransferase (LpxA) and three other transferases of Escherichia coli, consist of a six-residue periodicity theme", FEMS Microbiol. Lett, 97, 249-254.
- Yoder MD, Keen NT and Jurnak F. (1993) "New domain motif:the structure of pectate lyase C, a secreted plant virulence factor", Science, 260, 1503-1507. (Right-handed)